# Kapitalanlagegesetzbuch
Das Kapitalanlagegesetzbuch (KAGB) wurde am 16. Mai 2013 vom Deutschen Bundestag beschlossen und trat überwiegend zum 22. Juli 2013 in Kraft. Es ersetzt das Investmentgesetz, dessen Regelungen in das KAGB integriert und um zahlreiche neue Produktregeln und Vorgaben erweitert wurden.

## Übersicht
Wesentliche Aspekte der Regulierung in Deutschland sind Umsetzungen der Richtlinie 2011/61/EU über die Verwalter alternativer Investmentfonds sowie der schon bisher mit dem InvG umgesetzten Richtlinie 2009/65/EG zur Koordinierung der Rechts- und Verwaltungsvorschriften betreffend bestimmte Organismen für gemeinsame Anlagen in Wertpapieren (OGAW). Außerdem findet das Lamfalussy-Verfahren Anwendung, wodurch auf zweiter Ebene zur Vereinheitlichung der Aufsichtsstandards im Binnenmarkt und zur zügigen Konkretisierung offener Fragen die Verordnung (EU) Nr. 231/2013 in Kraft getreten ist, auf die das KAGB in zahlreichen Normen verweist. Der Gesetzgeber geht in einigen Bereichen der Regulierung über das als notwendig umzusetzende Maß der Richtlinie hinaus, um den Grauen Kapitalmarkt stärker zu regulieren und diskutierte Regulierungsansätze in Europa schon vorab umzusetzen, insbesondere die Vorgaben der geplanten OGAW-V-Richtlinie.
Das KAGB wählt einen umfassenden Regulierungsansatz und erfasst alle als Investmentvermögen einzuordnenden Kapitalsammlungen. Ein Investmentvermögen i. S. d. § 1 Abs. 1 Satz 1 KAGB ist jeder Organismus für gemeinsame Anlagen, der von einer Anzahl von Anlegern Kapital einsammelt, um es gemäß einer festgelegten Anlagestrategie zum Nutzen dieser Anleger zu investieren, und der kein operativ tätiges Unternehmen außerhalb des Finanzsektors ist. Fällt eine bestimmte Struktur unter diese Definition, ist sie prinzipiell vom KAGB umfasst, wodurch die Verwaltung und der Vertrieb von Anteilen hieran bestimmten Erlaubnis- oder Registrierungspflichten unterliegen.
Unterschieden wird zunächst zwischen Organismen im Sinne der OGAW-Richtlinie, die als Organismus für gemeinsame Anlagen in Wertpapieren (OGAW) bezeichnet werden und alle sonstigen Investmentvermögen, die als Alternative Investmentfonds (AIF) einzuordnen sind. Erstmals sind nun nicht mehr nur offene Investmentfonds reguliert, sondern auch so genannte geschlossene AIF – also im Wesentlichen bisherige geschlossene Fonds – einem umfassenden Regelwerk unterworfen. Das KAGB findet auf schon bisher aufgelegte Fonds jedoch nicht unmittelbar Anwendung, sondern erst nach Ablauf von im KAGB vorgesehenen Übergangsfristen.
Nach ersten Plänen zur Abschaffung offener Immobilienfonds für Privatanleger wegen zahlreicher Skandale um diese Anlageklasse in den letzten Jahren, wurden diese im Ergebnis dennoch beibehalten. Jedoch existieren nun strenge Vorgaben an die Sicherung der Liquidität, den Bewertungsvorgang und die Fremdfinanzierung, die von der Verwahrstelle vorzunehmen oder zu überwachen sind.
Der bisher als Kapitalanlagegesellschaft (KAG) bezeichnete Verwalter von Investmentvermögen wird nun gemäß § 17 KAGB Kapitalverwaltungsgesellschaft (KVG) genannt. Die KVG ist der wesentliche Normadressat des Aufsichtsregimes des KAGB, während auf Ebene des Investmentvermögens überwiegend nur Vorgaben an Bewertung, Vermögensgegenstände sowie Belastungs- und Anlagegrenzen zu finden sind. Eine Ausnahme gilt dann, wenn das Investmentvermögen in Form einer Investmentgesellschaft als eigener Verwalter auftritt und nicht lediglich über eine Vertragsbeziehung mit der KVG als Sondervermögen existieren. In diesem Fall spricht man von einer internen KVG. Investmentgesellschaften existieren für offene Investmentvermögen als offene Investmentkommanditgesellschaft und Investmentaktiengesellschaft mit veränderlichem Eigenkapital. Für geschlossene Investmentvermögen ist als Vehikel die geschlossene Investmentkommanditgesellschaft und die Investmentaktiengesellschaft mit fixem Kapital vorgesehen. Die bisher Depotbank genannte Stelle, die zur Überwachung der Verwalter und zur Ausgabe und Rücknahme von Anteilen zuständig war, heißt im KAGB Verwahrstelle.